# Druivenkoers 1996
La Druivenkoers 1996, trentaseiesima edizione della corsa, si svolse il 21 agosto 1996 su un percorso con partenza e arrivo a Overijse. Fu vinta dall'olandese Erik Breukink della Rabobank davanti al belga Wim Vansevenant e al tedesco Thomas Fleischer.

## Ordine d'arrivo (Top 10)
| Pos. | Corridore        | Squadra                     | Tempo    |
| ---- | ---------------- | --------------------------- | -------- |
| 1    | Erik Breukink    | Rabobank                    | 4h25'36" |
| 2    | Wim Vansevenant  | Vlaanderen 2002-Eddy Merckx | s.t.     |
| 3    | Thomas Fleischer | Lotto-Isoglass              | a 22"    |
| 4    | Johan Capiot     | Collstrop-Lystex            | a 43"    |
| 5    | Marc Streel      | Tönissteiner-Saxon          | a 47"    |
| 6    | Kaspar Ozers     | Motorola                    | a 57"    |
| 7    | Andrei Tchmil    | Lotto-Isoglass              | s.t.     |
| 8    | Wilfried Peeters | Mapei-GB                    | s.t.     |
| 9    | Wim Feys         | Vlaanderen 2002-Eddy Merckx | a 1'25"  |
| 10   | Koos Moerenhout  | Rabobank                    | s.t.     |